# Duncan Mackenzie

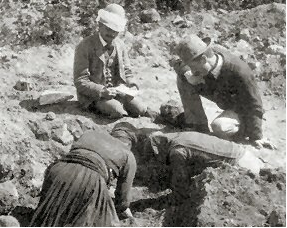
Duncan Mackenzie (rechts, um 1900)

Duncan Mackenzie (* 17. Mai 1861 in Aultgowrie, Schottland; † 25. August 1934 in Pesaro, Italien) war ein schottischer Archäologe. Er arbeitete mit Arthur Evans an der Ausgrabung und Erforschung des Palastes von Knossos auf Kreta, dem Zentrum der minoischen Kultur.

## Leben
Duncan MacKenzie studierte an der University of Edinburgh und der Universität Wien, wo er 1895 in Klassischer Archäologie bei Otto Benndorf promoviert wurde.
Anschließend arbeitete er für die British School at Athens mit David George Hogarth und Arthur Evans in Phylakopi. Mit diesen arbeitete er anschließend in Knossos.

## Veröffentlichungen (Auswahl)
- Megalithic Monuments of Rabbath Ammon at Ammān. Offices of the Fund, London 1911 (Digitalisat)
- Excavations at Ain Shems (Beth-Shemesh). The Offices of the Fund, London [1913] (Digitalisat)
- mit Shlomo Bunimovitz, Zvi Lederman, Nicoletta Momigliano: The excavations of Beth Shemesh, November–December 1912. Routledge, London, New York 2016, ISBN 978-1-138-64074-0, ISBN 978-1-315-63074-8